# Mistrzostwa Świata w Piłce Ręcznej Kobiet 1999
XIV Mistrzostwa Świata w Piłce Ręcznej Kobiet odbyły się w dniach 29 listopada - 12 grudnia 1999 roku w Danii i Norwegii. W turnieju występowały 24 zespoły.
Mistrzem Świata została Mistrzem Świata została Norwegia, pokonując w finale reprezentację Francji. Brązowy medal zdobyła Austria. MVP turnieju została Ausra Fridrikas.

## Formuła
W rundzie wstępnej 24 zespoły zostały podzielone na 4 grupy. Trzy pierwsze zespoły z każdej grupy zakwalifikowały się do drugiej rundy. Zespoły z miejsc 4 - 6 rozegrają walkę o miejsca 13 - 24. W rundzie drugiej zespoły zostały przydzielone do 2 grup. Zwycięzcy grup i zespoły z drugiego miejsca awansują do półfinału. Z kolei zespoły z miejsc 3 - 6 rozegrają walkę o miejsca 5 - 12. Przegrani z półfinałów rozegrają mecz o brązowy medal, natomiast zwycięzcy półfinałów zagrają w finale o złoty medal.

### Faza finałowa

#### Półfinały
| Rumunia | 17:18 | Francja  |
| Austria | 18:30 | Norwegia |

#### Mecz o 3. miejsce
| Rumunia | 28:31 | Austria |

#### Finał
| Francja | 24:25 | Norwegia |

### Nagrody indywidualne
| Najlepsza strzelczyni      | Najlepsza bramkarka | Najlepsza lewoskrzydłowa | Najlepsza prawoskrzydłowa | Najlepsza lewa rozgrywająca | Najlepsza środkowa rozgrywająca | Najlepsza prawa rozgrywająca | Najlepsza obrotowa | MVP             |
| -------------------------- | ------------------- | ------------------------ | ------------------------- | --------------------------- | ------------------------------- | ---------------------------- | ------------------ | --------------- |
| Grit Jurack Carmen Amariei | Cecilie Leganger    | Dóra Lőwy                | Kristine Duvholt          | Ausra Fridrikas             | Nodjialen Myaro                 | Indira Kastratović           | Tonje Kjærgaard    | Ausra Fridrikas |

## Końcowa klasyfikacja
|     |                          |
| Lp. | Drużyna                  |
|     | Norwegia                 |
|     | Francja                  |
|     | Austria                  |
| 4.  | Rumunia                  |
| 5.  | Węgry                    |
| 6.  | Dania                    |
| 7.  | Niemcy                   |
| 8.  | Macedonia Północna       |
| 9.  | Korea Południowa         |
| 10. | Holandia                 |
| 11. | Polska                   |
| 12. | Rosja                    |
| 13. | Ukraina                  |
| 14. | Białoruś                 |
| 15. | Angola                   |
| 16. | Brazylia                 |
| 17. | Japonia                  |
| 18. | Chiny                    |
| 19. | Czechy                   |
| 20. | Wybrzeże Kości Słoniowej |
| 21. | Kuba                     |
| 22. | Kongo                    |
| 23. | Australia                |
| 24. | Argentyna                |